# Ayano Niina
Ayano Niina (新名 彩乃?, Niina Ayano; Prefettura di Aomori, 4 febbraio 1988) è una doppiatrice giapponese.

## Ruoli

### Anime
- Oroshitate Musical Nerima Daikon Brothers come Mako
- Otome wa boku ni koishiteru come Yukari Kamioka
- Ryusei Sentai Musumet come Kurenai Mishina
- Umineko no naku koro ni come Mammon
- 11eyes: Tsumi to Batsu to Aganai no Shōjo come Lisette Weltall; Liselotte Werckmeister